# دجان بن
دجان بن (بالإنجليزية: Djanbun)‏ موجود بشري في الأساطير الاسترالية تحول إلى «منقار البطة» ( حيوان ثديي أسترالي يشبه البط) وقد كان في الأصل رجل يسافر عبر الجبال، وكانت معه عصا من نار، أراد أن يشعلها، فراح ينفخ فيها ويزداد نفخه بقوة حتى مط فمه، فتحول إلى منقار البطة. ومنذ ذلك اليوم أصبع هناك تحذير للمواطنين بعدم النفخ الشديد حتى لا يتحولوا إلى منقار البطة كما حدث لدجان بن.